# Eider (Schiff, 1937)
Die zweite Eider des Norddeutschen Lloyd (NDL) in Bremen war ein Frachtmotorschiff der Flüsse-Klasse. Sie wurde 1937 in Bremen als drittes Schiff der Klasse bei der AG Weser fertiggestellt und meist im Dienst zu den Kanarischen Inseln eingesetzt.
Im Zweiten Weltkrieg diente die Eider als Transporter, Zielschiff der Luftwaffe, Depotschiff und Sperrbrecher. Ihr Schwesterschiff Ems kam als Hilfskreuzer Komet zum Einsatz. Die 1942 durch einen Minentreffer und 1945 durch einen Bombentreffer erheblich beschädigte Eider wurde am 17. Juni 1946 im Skagerrak mit Gasmunition versenkt.

## Geschichte
Die von der AG Weser entwickelten Frachtmotorschiffe der Flüsse-Klasse waren eine vergrößerte Weiterentwicklung der von der Werft 1929 konstruierten Frachtdampfer des Abana-Typs für den Levante-Dienst. Das Typschiff der Klasse, die im September 1934 in Dienst gekommene Memel, war auch noch als Cairo vom Stapel gelaufen. Ein ähnliches Schiff baute die Reiherstiegwerft mit der Sofia (1934, 2978 BRT), die erst an die Hapag ausgeliefert wurde. Bis zum Kriegsbeginn erhielt der NDL sechs Schiffe dieses Typs, die sich in Details unterschieden und alle von der AG Weser gebaut wurden. Während des Krieges wurden zwei weitere Schiffe (Drau, Mur) fertiggestellt, deren Rümpfe das Werk Seebeck der Deschimag gefertigt hatte, die beide als Sperrbrecher dienten und die Mur schon als so direkt für den Dienst in der Kriegsmarine fertiggestellt wurde.
Der Zulauf der Schiffe zum NDL war langsam. Nach der Memel folgte erst 14 Monate später die Saar und über 15 Monate später Anfang März 1937 die Eider, der ihr Schwesterschiff Ems allerdings schon nach einem Monat in den Dienst folgte. Der Dienst zu den Kanarischen Inseln war das Haupteinsatzgebiet dieser Motorschiffe. Das Paar unterschied sich von den beiden vorangehenden Schiffen durch eine geänderte Brückenform und Ladepfostenaufstellung. Auch hatten sie eine schräge Steven gegenüber der leichten Maierform von Memel und Saar. Angetrieben von zwei 6-Zyl.-MAN-Weser-Dieselmotoren, die mit einer Leistung von bis zu 3900 PSe auf ein Getriebe wirkten, erreichten die Frachter eine Geschwindigkeit von über 14 Knoten. Das erste nach dem schleswig-holsteinischen Fluss Eider benannte Schiff des NDL war ein 1884 gebauter Schnelldampfer der Flüsse-Klasse, der 1892 durch Strandung vor der Isle of Wight verloren ging.
Das am 4. März 1937 an den NDL abgelieferte Motorfrachtschiff Eider verließ Hamburg am 19. August 1939 zu ihrer letzten Fahrt im Frieden. Am 22. August lief sie noch aus Antwerpen Richtung Las Palmas aus, erreichte aber auf Grund der Warnfunksprüche noch am 1. September wieder ihren Heimathafen Bremen. Im Dezember 1939 gehörte die Eider zu den Schiffen, die zur „Rückführung“ der Baltendeutschen eingesetzt wurden, als sie 800 Übersiedler aus Lettland in Riga an Bord nahm und nach Danzig brachte.

### Kriegseinsatz
Im April 1940 zog die Kriegsmarine für das Unternehmen Weserübung auch die Eider als Transporter heran. Ab dem 12. April sollte sie mit ihren Schwesterschiffen Iller, Isar und Memel sowie den NDL-Dampfern Anhalt und Donau Verstärkungen und Versorgungsgüter nach Norwegen bringen. Die lief erstmals vom 15. bis zum 29. April von Aarhus nach Oslo. Anfang Mai kehrte sie nach Stettin zurück, um gleich erneut nach Oslo zu gehen. Sie pendelte auf dieser Strecke zum Teil mit der Memel und der Belgrad. Gesichert wurden diese Fahrten durch die Torpedoboote T 110 (Führungsboot), T 107, Jaguar, Falke und Räumboote.
Die Eider wurde im Juni 1940 aus dem unmittelbaren Kriegseinsatz wieder zurückgezogen, dann aber schon im August für das geplante Unternehmen Seelöwe unter der Kennung A 34 wieder herangezogen. Anfang Februar 1941 wurde die Eider aus dieser Verwendung wieder entlassen und kehrte von Antwerpen wieder nach Hamburg zurück. Sie wurde als Zielschiff für die Ausbildungseinheiten in Großenbrode (Torpedoeinschießbetrieb) und Parow (Bombenschützenschulung) der Luftwaffe genutzt.
Ab dem 10. März 1942 wurde das Schiff wieder als Transporter genutzt. Am 9. Mai 1942 lief die Eider vor Helgoland auf eine Mine. Zwar konnte sie nach Hamburg eingebracht werden, doch wurde sie wegen Materialmangel aufgelegt und als Lagerschiff für Sonnenblumenkerne genutzt.
Im Juni 1943 beschloss man den Umbau zum Sperrbrecher 36 in Wilhelmshaven, der jedoch nicht fertiggestellt wurde. Als Bewaffnung waren zwei 10,5 cm-L 45-Schnellfeuergeschütze, sechs 3,7-cm-Flak 37 und bis zu zwölf 2-cm-Flak 38 vorgesehen.

### Das Ende derEider
Am 21. April 1945 wurde das im Umbau/Reparatur befindliche Schiff in Wilhelmshaven durch Fliegerbomben schwer beschädigt. Die Briten nutzten das beschädigte Schiff, um es mit nicht benötigter Munition zu füllen. Am 15. Oktober 1946 wurde die Eider im Skagerrak mit Gasmunition versenkt.

## Schicksal der Schwesterschiffe
| Stapellauf in Dienst  | Name  | Tonnage           | BauN° | Schicksal |
| --------------------- | ----- | ----------------- | ----- | --- |
| 11.05.1934 6.09.1934  | Memel | 3183 BRT 4620 tdw | 890   | als Cairo vom Stapel, Dienst nach Kuba und Mexiko, Juli 1940 Verkauf in die Sowjetunion: Wyborg, am 4. Juli 1941 im Finnischen Meerbusen durch das finnische U-Boot Vesikko versenkt |
| 4.06.1935 13.11.1935  | Saar  | 3261 BRT 4620 tdw | 895   | Dienst nach Kuba und Mexiko, September 1940 Sperrbrecher 1 der Kriegsmarine, 30. März 1944 Minentreffer, nach Brest eingeschleppt, dort am 26. August 1944 nach Bombentreffer gesunken |
| 16.01.1937 15.04.1937 | Ems   | 3287 BRT 4420 tdw | 926   | Dienst zu den Kanarischen Inseln, Juni 1940 Hilfskreuzer Komet der Kriegsmarine, am 14. Oktober 1942 bei Kap de la Hague durch britisches Schnellboot versenkt, 252 Tote |
| .07.1938 .10.1938     | Iller | 3290 BRT 4570 tdw | 927   | Dienst nach Kuba und Mexiko, 12. November 1940 aus Havanna über Murmansk in Hamburg eingetroffen, 9. Oktober 1944 nach Bombentreffer vor Mantu, Oesel, gesunken |
| 15.02.1939 4.04.1939  | Lech  | 3290 BRT 4570 tdw | 928   | Dienst nach Kuba und Mexiko, 1939 in Vigo, 1940 nach Frankreich verlegt, im März 1941 gelang es der Lech, die letzte Ju 52/3m von Deutschland nach Brasilien zu überführen, vom 28. April bis zum 2. Mai 1941 versorgte sie U 106 mit Proviant und 44 m³ Brennstoff, am 28. Mai 1941 versenkte sich die Lech dann auf dem Rückmarsch von Rio de Janeiro selbst, als britische Kriegsschiffe in Sicht kamen. |
| 13.11.1940 25.10.1943 | Drau  | 4731 BRT 4620 tdw | 627   | 14. September 1943 als Sperrbrecher 33 in Dienst gestellt, Mai 1945 in Kopenhagen, Dienst bei der German Mine Sweeping Administration (GMSA), 1948 verkauft nach Norwegen: Sunny, 1949: Tindefjell, 1950 nach Manila verkauft: Cebu, 27. September 1973 bei Paganan gestrandet und dann abgebrochen |
| 13.09.1939 26.10.1943 | Mur   | 4737 BRT 4620 tdw | 628   | 26. Oktober 1943 als Sperrbrecher 32 fertiggestellt, September 1944 Lazarettschiff München, Mai 1945 in St. Nazaire, September 1945 als Île d’Oléron in den Dienst der Französischen Marine, 1958 Raketenversuchsschiff. |